# Maresmes de Can Camins
Aquesta zona humida és, juntament amb l'estany de la Roberta el que queda de la zona humida anteriorment anomenada "Basses del Golf-Maresmes de Can Camins, que ha estat pràcticament destruïda per les obres d'expansió de l'aeroport del Prat.

Es tracta d'una zona de maresmes, formada bàsicament per jonqueres halòfiles i prats humits, situada al costat de la
platja del Prat de Llobregat, a l'espai conegut com la pineda de can Camins.
L'espai té interès com a mostra relictual d'uns hàbitats que abans ocupaven una superfície molt superior en tot aquest sector i que han experimentat forts impactes a causa de la sobrefreqüentació humana i el creixement de diverses infraestructures (pistes asfaltades i aparcaments de vehicles a la platja del Prat, ampliació de l'aeroport del Prat, etc.).